# John Montagu, 11. Earl of Sandwich

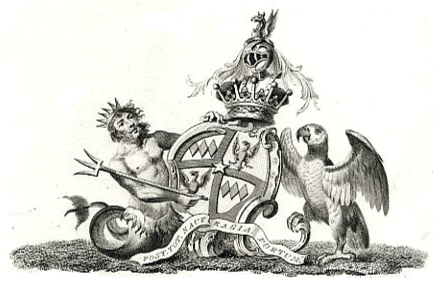
Wappen des Earl of Sandwich

John Edward Hollister Montagu, 11. Earl of Sandwich (* 11. April 1943; † 1. Februar 2025) war ein britischer Unternehmer und Politiker.

## Leben
John Montagu war der älteste Sohn von Alexander Montagu, der 1964 auf den Titel des Earl of Sandwich verzichtet hatte, und dessen erster Frau Maud Rosemary, geb. Peto. Er erbte den Titel von seinem Vater im Jahr 1995. Mit der Verabschiedung des House of Lords Act 1999 verlor er zusammen mit allen anderen Erbpeers (Hereditary Peers) den automatischen Sitz im House of Lords. Er wurde jedoch gewählt als einer der 92 gewählten Erbpeers, die nach der Reform im House verblieben. Er gehörte der Fraktion der Crossbencher an und sprach vor allem über die internationale Entwicklungszusammenarbeit und Asylfragen.
Unter Ausnutzung der Bekanntheit eines seiner Vorfahren, John Montagu, 4. Earl of Sandwich, der für die Popularisierung des Sandwichs in Großbritannien im 18. Jahrhundert bekannt ist, eröffnete er einen Sandwich-Laden, Earl of Sandwich. Dieser steht in Downtown Disney in Walt Disney World Resort, Florida. Das Restaurant war eine Zusammenarbeit zwischen ihm, seinem Sohn Orlando Montagu und Robert Earl, dem Gründer der Planet Hollywood Kette.
Lord Sandwich war seit 1. Juli 1968 mit Caroline verheiratet, der Tochter von Reverend Perceval Hayman, und die beiden hatten drei Kinder:
- Luke Timothy Charles Montagu, 12. Earl of Sandwich (* 1969)
- Hon. Orlando William Montagu (* 1971)
- Lady Jemima Mary Montagu (* 1973)

## Schriftstellerische Tätigkeit
Der Earl of Sandwich schrieb auch zwei Bücher, nämlich:
- The Book of the World, 1971 und
- Prospects for Africa's Children, 1990